# Ortona
Ortona er en by ved Adriaterhavets kyst i provinsen Chieti, der indgår i regionen Abruzzo i Italien. Indbyggertallet er 23.801.

## Historie
Ortona var i før-romersk tid en af de vigtigste byer i Frentaner-stammens område, i kraft af sin status som havneby. På det lokale sprog oskisk hed den Epineion, og på græsk Orton. Dens tilknytning til frentanerne omtales blandt andet af Plinius
Ortona fortsatte som befæstet havneby i romertiden, og da det vestromerske rige brød sammen, blev den et vigtigt støttepunkt for det Byzantinske rige. Selv da langobarderne overtog området omkring byen, forblev Ortona i mange år en byzantinsk forpost. Langobarderne havde til sidst held med at erobre byen, og deres indflydelse varede til år 803, da frankerne erobrede området. Frankerne blev afløst af hertugdømmet Benevento, der regerede over området indtil normannerne erobrede byen i 1075. Herefter blev byen en del af det område i Syditalien, der i det 12. århundrede indgik i det normanniske kongerige Sicilien, og som senere fulgte med over i Kongeriget Napoli.
En stor begivenhed i byens historie indtraf i 1278, da resterne af Apostlen Thomas blev hjemført fra den græske ø Chios. De havde i mange år befundet sig i Edessa (Şanlıurfa) i det byzantinske rige, men da området blev truet af araberne, blev det vigtige relikvie sendt vestpå, og det havnede altså på Chios. Her blev apostlen fundet af den ortonesiske kaptajn Leone Acciaiuoli, der egentlig var udsendt af Venedig for at angribe øen, der på den tid var under genovesisk herredømme. Til opbevaring af apostlen opførte man i Ortona basilikaen San Tommaso.
I det 15. århundrede blev byens forsynet med bymure på initiativ af den lokale lensmand, condottiere Giacomo Caldora. Der kan stadig ses rester af murene i byen. Der blev hurtigt behov for forsvarsværkerne, da Ortona kom i konflikt med nabobyen Lanciano, men murene holdt, og der blev sluttet fred i 1427. I 1447 blev byen angrebet af Venedig, og igen holdt murene stand, men havnen og alle bygninger omkring den blev ødelagt. Angrebet havde været et led i venetianernes kamp mod Alfonso 5. af Aragonien, der på det tidspunkt regerede i Syditalien. For at udbygge forsvaret af byen og havnen lod han derfor borgen Castello Aragonese opføre, og den kan ses endnu, fint restaureret.
Herefter sænker freden sig over Ortona, og byens historie følger det øvrige Syditalien. Da Italien samles i 1861, bliver Ortona et af de første mål for den spirende turisme, i kraft af sin fine badestrand.
Freden i Ortona blev kortvarigt brudt i december 1943. Begivenhederne under 2. verdenskrig betød nemlig at byen kom til at ligge ved den østlige ende af Gustav-linjen. Området blev forsvaret af den 1. tyske faldskærmsjæger-division og fra den 20. til den 28. december blev byen angrebet af den 1. canadiske infanteridivision. Canadierne indtog byen efter hårde kampe fra hus til hus, og erobringen var vigtig, fordi Ortona har en af de få dybtvandshavne langs Adriaterhavet, og de Allierede havde brug for havnen til at få forsyninger frem til den videre offensiv. Canadierne mistede 1.375 mand omkring Ortona – næsten en fjerdedel af alle deres tab i Italien – og byen huser i dag en canadisk soldaterkirkegård.

## Befolkningsudvikling
Indbyggertallet i Ortona er omtrent fordoblet siden Italiens samling i 1861.

## Eksterne links
- Kommunens webside Arkiveret 2. februar 2006 hos  Wayback Machine
- Engelsksproget artikel om slaget ved Ortona i 1943. Arkiveret 6. februar 2012 hos  Wayback Machine